# Суне (община)
Община Суне (на шведски: Sunne kommun) е разположена в лен Вермланд, западна централна Швеция с обща площ 1457 km2 и население 13 011 души (към 31 декември 2013). Административен център на община Суне е едноименния град Суне.